# Neaera
I Neaera sono una band tedesca melodic death metal formatasi nel 2003 a Münster (Renania Settentrionale-Vestfalia), Germania. Attualmente sono sotto contratto con la Metal Blade Records ed hanno all'attivo sette album.

## Storia
Il progetto Neaera nasce nell'estate del 2003 dall'idea dell'attuale chitarrista Tobias Buck, già membro della band Death metal "Malzan". Il nome della band si ispira al nome di una etera (una sorta di prostituta-concubina) greca del IV secolo a.C., che visse nell'antica Grecia ("Neaira", "Νέαιρα" in lingua greca). La band all'inizio si chiamava "The Ninth Gate" e cambiò il nome soltanto nell'aprile del 2004, con l'uscita del primo demo, registrato a Osnabrück.
Il 21 marzo del 2005 esce il loro primo lavoro, chiamato The Rising Tide of Oblivion e il gruppo inizia una tournée europeo comprendente Germania, Svizzera, Paesi Bassi, Danimarca e Austria assieme agli statunitensi As I Lay Dying e Evergreen Terrace e ai tedeschi Heaven Shall Burn. Sempre nello stesso anno segue un tour assieme a Caliban, Narziss e Fear My Thoughts.
Ad un anno di distanza dalla loro prima pubblicazione, il 7 aprile del 2006 esce il secondo album, Let the Tempest Come, accompagnato anch'esso da un tour europeo sempre con i Fear My Thoughts e comprendente anche i Kataklysm. Da questo secondo album esce anche il loro primo e finora unico video musicale, dell'omonima canzone, Let the Tempest Come.
Nell'agosto 2007 il gruppo partecipa a uno dei più grandi festival di musica metal del mondo, il Wacken Open Air, proprio in Germania. Nello stesso mese, il 24 agosto, esce il loro terzo album, Armamentarium. Nell'autunno del 2007, i Neaera partecipano al loro primo tour da headliner, con i Deadlock come gruppo di supporto. Nei primi mesi del 2008, il gruppo inizia nuovamente un tour, e nuovamente come gruppo di supporto agli As I Lay Dying.
Nel 2009 esce il quarto album della band, intitolato Omnicide - Creation Unleashed.
Il quinto album, Forging the Eclipse, è stato invece pubblicato nel mese di ottobre 2010 in Europa e negli Stati Uniti, sempre prodotto dalla Metal Blade Records. Nei mesi successivi all'uscita dell'album, segue un tour europeo con Caliban, Soilwork, All That Remains e Bleed From Within.
Nel marzo del 2013, sempre sotto l'etichetta Metal Blade Records, è uscito il sesto album della band: Ours Is the Storm. La band si è sciolta nel 2015, ma è ritornata in attività nel 2018. Il 28 febbraio 2020 hanno pubblicato il loro settimo album, dal titolo omonimo, Neaera.

## Stile musicale

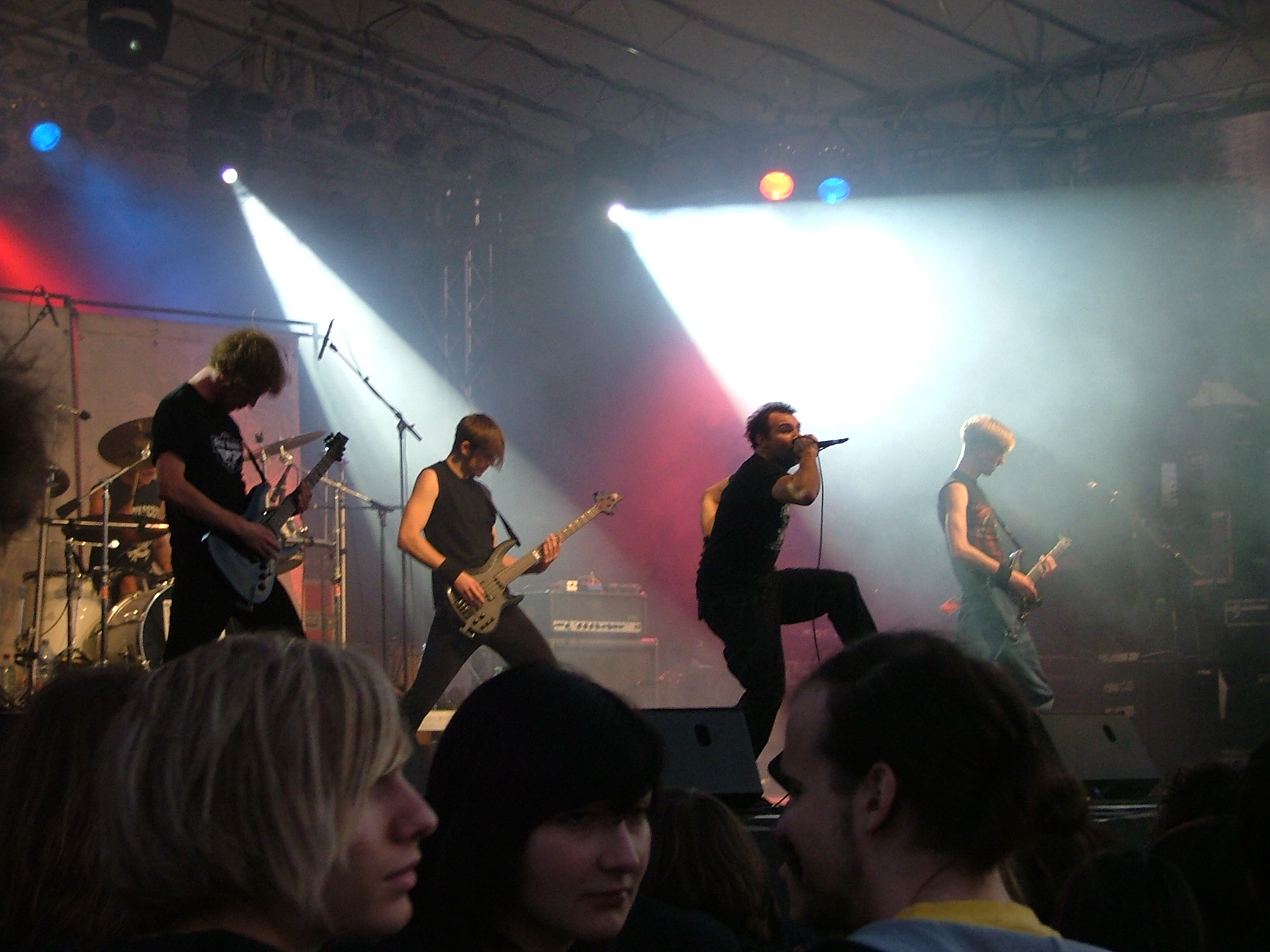
I Neaera durante un concerto al Rock the Lake, a Finkenstein in Austria.

I Neaera vengono generalmente considerati una band metalcore. Hanno sempre spaziato con la loro musica, caratterizzata da molteplici breakdown, ai quali si aggiungono sfumature melodic death metal grazie ai molti scream e growl del cantante Benjamin Hilleke, nonché i riff di chitarra accompagnati da veloci assoli. Nel cantato, oltre alla voce death è presente anche il cantato in pulito, o clean, come nella traccia The World Devourers di The Rising Tide of Oblivion.

## Formazione
- Benjamin Hilleke - voce
- Tobias Buck - chitarra
- Stefan Keller - chitarra
- Benjamin Donath - basso
- Sebastian Heldt - batteria

## Discografia
- 2005 - The Rising Tide of Oblivion
- 2006 - Let the Tempest Come
- 2007 - Armamentarium
- 2009 - Omnicide - Creation Unleashed
- 2010 - Forging the Eclipse
- 2013 - Ours Is the Storm
- 2020 - Neaera

## Videografia
- 2007 - Live in Münster (DVD bonus contenuto nella prima edizione di Armamentarium)